# Diaprograpta hirsti
Diaprograpta hirsti là một loài nhện trong họ Miturgidae.
Loài này thuộc chi Diaprograpta. Diaprograpta hirsti được miêu tả năm 2009 bởi Raven.